# Крамар Дмитро Валерійович
Дмитро Валерійович Крамар — молодший сержант Збройних сил України, відзначився у ході російського вторгнення в Україну, учасник російсько-української війни, Герой України з удостоєнням ордена «Золота Зірка» (посмертно).

## Життєпис
Дмитро Крамар закінчив у 2017 році Хмельницьке вище професійне училище № 25 й після навчання став на захист України. Він ніс військову службу в лавах 8-го полку спеціального призначення, у якому пройшов шлях від солдата до заступника командира групи. У лавах цього підрозділу військовослужбовець пройшов чимало гарячих точок війни. У Хмельницькому він був одним із засновників націоналістичної формації «Фенікс». З початком повномасштабного російського вторгнення в Україну перебував на передовій. Проходив військову службу на посаді заступника командира групи 8-го полку спеціального призначення ССО ім. Князя Ізяслава Мстиславича. Загинув 6 травня 2023 року під час стрілецького бою в Бахмуті. Чин прощання із загиблим Дмитром Крамарем відбувся 9 травня 2023 року в Свято-Георгіївському храмі ПЦУ в Хмельницькому. Поховали загиблого на Алеї слави мікрорайону Ракове у Хмельницькому.

## Родина
У загиблого залишилися мама, дружина та донька (нар. 2021).

## Нагороди
- звання «Герой України» з удостоєнням ордена «Золота Зірка» (29 вересня 2023, посмертно) — за особисту мужність і героїзм, виявлені у захисті державного суверенітету та територіальної цілісності України, самовіддане служіння Українському народові
- орден «За мужність» III ступеня (20 квітня 2022 року)  — за особисту мужність і самовіддані дії, виявлені у захисті державного суверенітету та територіальної цілісності України, вірність військовій присязі